# Collegio di Colchester
Colchester è un collegio elettorale situato nell'Essex, nell'Est dell'Inghilterra, e rappresentato alla Camera dei comuni del Parlamento del Regno Unito. Elegge un membro del parlamento con il sistema first-past-the-post, ossia maggioritario a turno unico; l'attuale parlamentare è Pam Cox del Partito Laburista, che rappresenta il collegio dal 2024.

## Estensione

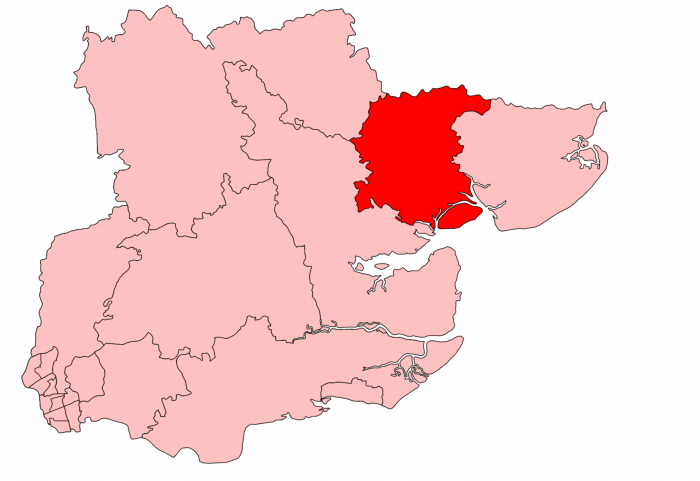
Colchester in Essex, 1918-50

Colchester dal 2010 al 2024 nell'Essex

- 1918-1950: il Municipal Borough di Colchester e il distretto rurale di Lexden and Winstree eccetto la parte della parrocchia di Inworth che era interamente circondata dalle parrocchie di Great Braxted e Kelvedon.
- 1950-1983: il Municipal Borough di Colchester, il distretto urbano di West Mersea e il distretto rurale di Lexden and Winstree.
- 1997-2010: i ward del Borough di Colchester di Berechurch, Castle, Harbour, Lexden, Mile End, New Town, Prettygate, St Andrew's, St Anne's, St John's, St Mary's, Shrub End e Stanway.
- 2010-2024: i ward del Borough di Colchester di Berechurch, Castle, Christ Church, Harbour, Highwoods, Lexden, Mile End, New Town, Prettygate, St Andrew’s, St Anne’s, St John’s e Shrub End.
- dal 2024: i ward della città di Colchester di Greenstead; Highwoods; Lexden and Braiswick (distretti elettorali AQ, AS e AT); Mile End; New Town and Christ Church; Prettygate; St. Anne’s and St. John’s e Shrub End.[1]

## Membri del parlamento dal 1885
| Elezione | Elezione               | Deputato                 | Partito               |
| -------- | ---------------------- | ------------------------ | --------------------- |
|          | 1868                   | Henry John Trotter       | Conservatore          |
| 1888 (S) | Francis Greville       |                          | Conservatore          |
| 1892     | Herbert Naylor-Leyland |                          | Conservatore          |
|          | 1895                   | Weetman Pearson          | Liberale              |
|          | Gen 1910               | Laming Worthington-Evans | Conservatore          |
| 1929     | Oswald Lewis           |                          | Conservatore          |
|          | 1945                   | Charles Delacourt-Smith  | Laburista             |
|          | 1950                   | Cuthbert Alport          | Conservatore          |
| 1961 (S) | Antony Buck            |                          | Conservatore          |
|          | 1983                   | Collegio abolito         | Collegio abolito      |
|          | 1997                   | Collegio ri-istituito    | Collegio ri-istituito |
|          | 1997                   | Bob Russell              | Liberal Democratici   |
|          | 2015                   | Will Quince              | Conservatore          |
|          | 2024                   | Pam Cox                  | Laburista             |

## Elezioni

### Elezioni negli anni 2020
| Partito                    | Partito                                           | Candidato                  | Risultati 4 luglio 2024 | Risultati 4 luglio 2024 |
| Partito                    | Partito                                           | Candidato                  | Voti                    | %                       |
| -------------------------- | ------------------------------------------------- | -------------------------- | ----------------------- | ----------------------- |
|                            | Laburista                                         | Pam Cox                    | 18 804                  | 41,88                   |
|                            | Conservatore                                      | James Cracknell            | 10 554                  | 23,50                   |
|                            | Reform UK                                         | Terence Longstaff          | 6 664                   | 14,84                   |
|                            | Lib Dem                                           | Martin Goss                | 6 393                   | 14,24                   |
|                            | Verdi                                             | Sara Ruth                  | 2 414                   | 5,38                    |
|                            | Climate                                           | James Rolfe                | 74                      | 0,16                    |
|                            |                                                   |                            |                         |                         |
| Iscritti                   | Iscritti                                          | Iscritti                   | 78 662                  | 100,00                  |
| ↳ Votanti (% su iscritti)  | ↳ Votanti (% su iscritti)                         | ↳ Votanti (% su iscritti)  | 44 903                  | 57,08                   |
| ↳ Astenuti (% su iscritti) | ↳ Astenuti (% su iscritti)                        | ↳ Astenuti (% su iscritti) | 33 759                  | 42,92                   |
|                            |                                                   |                            |                         |                         |
|                            | Esito: collegio passa da Conservatore a Laburista |                            |                         |                         |

### Elezioni negli anni 2010
| Partito                    | Partito                                   | Candidato                  | Risultati 12 dicembre 2019 | Risultati 12 dicembre 2019 |
| Partito                    | Partito                                   | Candidato                  | Voti                       | %                          |
| -------------------------- | ----------------------------------------- | -------------------------- | -------------------------- | -------------------------- |
|                            | Conservatore                              | Will Quince                | 26 917                     | 50,43                      |
|                            | Laburista                                 | Tina McKay                 | 17 494                     | 32,78                      |
|                            | Lib Dem                                   | Martin Goss                | 7 432                      | 13,92                      |
|                            | Verdi                                     | Mark Goacher               | 1 530                      | 2,87                       |
|                            |                                           |                            |                            |                            |
| Iscritti                   | Iscritti                                  | Iscritti                   | 82 625                     | 100,00                     |
| ↳ Votanti (% su iscritti)  | ↳ Votanti (% su iscritti)                 | ↳ Votanti (% su iscritti)  | 53 373                     | 64,60                      |
| ↳ Astenuti (% su iscritti) | ↳ Astenuti (% su iscritti)                | ↳ Astenuti (% su iscritti) | 29 252                     | 35,40                      |
|                            |                                           |                            |                            |                            |
|                            | Esito: collegio confermato a Conservatore |                            |                            |                            |

| Partito                    | Partito                                   | Candidato                  | Risultati 8 giugno 2017 | Risultati 8 giugno 2017 |
| Partito                    | Partito                                   | Candidato                  | Voti                    | %                       |
| -------------------------- | ----------------------------------------- | -------------------------- | ----------------------- | ----------------------- |
|                            | Conservatore                              | Will Quince                | 24 565                  | 45,88                   |
|                            | Laburista                                 | Tim Young                  | 18 888                  | 35,28                   |
|                            | Lib Dem                                   | Bob Russell                | 9 087                   | 16,97                   |
|                            | Verdi                                     | Mark Goacher               | 828                     | 1,55                    |
|                            | UKIP                                      | Robin Rennie               | 177                     | 0,33                    |
|                            |                                           |                            |                         |                         |
| Iscritti                   | Iscritti                                  | Iscritti                   | 80 037                  | 100,00                  |
| ↳ Votanti (% su iscritti)  | ↳ Votanti (% su iscritti)                 | ↳ Votanti (% su iscritti)  | 53 545                  | 66,90                   |
| ↳ Astenuti (% su iscritti) | ↳ Astenuti (% su iscritti)                | ↳ Astenuti (% su iscritti) | 26 492                  | 33,10                   |
|                            |                                           |                            |                         |                         |
|                            | Esito: collegio confermato a Conservatore |                            |                         |                         |

| Partito                    | Partito                                         | Candidato                  | Risultati 7 maggio 2015 | Risultati 7 maggio 2015 |
| Partito                    | Partito                                         | Candidato                  | Voti                    | %                       |
| -------------------------- | ----------------------------------------------- | -------------------------- | ----------------------- | ----------------------- |
|                            | Conservatore                                    | Will Quince                | 18 919                  | 38,93                   |
|                            | Lib Dem                                         | Bob Russell                | 13 344                  | 27,46                   |
|                            | Laburista                                       | Jordan Newell              | 7 852                   | 16,16                   |
|                            | UKIP                                            | John Pitts                 | 5 870                   | 12,08                   |
|                            | Verdi                                           | Mark Goacher               | 2 499                   | 5,14                    |
|                            | Popoli Cristiani                                | Ken Scrimshaw              | 109                     | 0,22                    |
|                            |                                                 |                            |                         |                         |
| Iscritti                   | Iscritti                                        | Iscritti                   | 74 187                  | 100,00                  |
| ↳ Votanti (% su iscritti)  | ↳ Votanti (% su iscritti)                       | ↳ Votanti (% su iscritti)  | 48 593                  | 65,50                   |
| ↳ Astenuti (% su iscritti) | ↳ Astenuti (% su iscritti)                      | ↳ Astenuti (% su iscritti) | 25 594                  | 34,50                   |
|                            |                                                 |                            |                         |                         |
|                            | Esito: collegio passa da Lib Dem a Conservatore |                            |                         |                         |

| Partito                    | Partito                              | Candidato                  | Risultati 6 maggio 2010 | Risultati 6 maggio 2010 |
| Partito                    | Partito                              | Candidato                  | Voti                    | %                       |
| -------------------------- | ------------------------------------ | -------------------------- | ----------------------- | ----------------------- |
|                            | Lib Dem                              | Bob Russell                | 22 151                  | 48,01                   |
|                            | Conservatore                         | Will Quince                | 15 169                  | 32,88                   |
|                            | Laburista                            | Jordan Newell              | 5 680                   | 12,31                   |
|                            | UKIP                                 | John Pitts                 | 1 350                   | 2,93                    |
|                            | BNP                                  | Sidney Chaney              | 705                     | 1,53                    |
|                            | Verdi                                | Peter Lynn                 | 694                     | 1,50                    |
|                            | Democratici                          | Eddie Bone                 | 335                     | 0,73                    |
|                            | Peoples Party Essex                  | Garryck Noble              | 35                      | 0,08                    |
|                            | Indipendente                         | Paul Shaw                  | 20                      | 0,04                    |
|                            |                                      |                            |                         |                         |
| Iscritti                   | Iscritti                             | Iscritti                   | 74 059                  | 100,00                  |
| ↳ Votanti (% su iscritti)  | ↳ Votanti (% su iscritti)            | ↳ Votanti (% su iscritti)  | 46 139                  | 62,30                   |
| ↳ Astenuti (% su iscritti) | ↳ Astenuti (% su iscritti)           | ↳ Astenuti (% su iscritti) | 27 920                  | 37,70                   |
|                            |                                      |                            |                         |                         |
|                            | Esito: collegio confermato a Lib Dem |                            |                         |                         |

### Elezioni negli anni 2000
| Partito                    | Partito                              | Candidato                  | Risultati 5 maggio 2005 | Risultati 5 maggio 2005 |
| Partito                    | Partito                              | Candidato                  | Voti                    | %                       |
| -------------------------- | ------------------------------------ | -------------------------- | ----------------------- | ----------------------- |
|                            | Lib Dem                              | Bob Russell                | 21 145                  | 47,09                   |
|                            | Conservatore                         | Kevin Bentley              | 14 868                  | 33,11                   |
|                            | Laburista                            | Laura Bruni                | 8 886                   | 19,79                   |
|                            |                                      |                            |                         |                         |
| Iscritti                   | Iscritti                             | Iscritti                   | 79 047                  | 100,00                  |
| ↳ Votanti (% su iscritti)  | ↳ Votanti (% su iscritti)            | ↳ Votanti (% su iscritti)  | 44 899                  | 56,80                   |
| ↳ Astenuti (% su iscritti) | ↳ Astenuti (% su iscritti)           | ↳ Astenuti (% su iscritti) | 34 148                  | 43,20                   |
|                            |                                      |                            |                         |                         |
|                            | Esito: collegio confermato a Lib Dem |                            |                         |                         |

| Partito                    | Partito                              | Candidato                  | Risultati 7 giugno 2001 | Risultati 7 giugno 2001 |
| Partito                    | Partito                              | Candidato                  | Voti                    | %                       |
| -------------------------- | ------------------------------------ | -------------------------- | ----------------------- | ----------------------- |
|                            | Lib Dem                              | Bob Russell                | 18 627                  | 42,59                   |
|                            | Conservatore                         | Kevin Bentley              | 13 074                  | 29,89                   |
|                            | Laburista                            | Christopher Fegan          | 10 925                  | 24,98                   |
|                            | UKIP                                 | Roger Lord                 | 631                     | 1,44                    |
|                            | Grey Party                           | Leonard Overy-Owen         | 479                     | 1,10                    |
|                            |                                      |                            |                         |                         |
| Iscritti                   | Iscritti                             | Iscritti                   | 77 960                  | 100,00                  |
| ↳ Votanti (% su iscritti)  | ↳ Votanti (% su iscritti)            | ↳ Votanti (% su iscritti)  | 43 736                  | 56,10                   |
| ↳ Astenuti (% su iscritti) | ↳ Astenuti (% su iscritti)           | ↳ Astenuti (% su iscritti) | 34 224                  | 43,90                   |
|                            |                                      |                            |                         |                         |
|                            | Esito: collegio confermato a Lib Dem |                            |                         |                         |

## Risultati dei referendum

### Referendum sulla permanenza del Regno Unito nell'Unione europea del 2016
|             | Collegio   | Lasciare UE % | Rimanere in UE % |
| ----------- | ---------- | ------------- | ---------------- |
|             | Colchester | 51,0%         | 49,0%            |
| Inghilterra | 53,3%      | 46,7%         |                  |
| Regno Unito | 51,9%      | 48,1%         |                  |